# Louis McLane
Louis McLane (n. 28 mai 1786 - d. 7 octombrie 1857) a fost un politician american, Secretar de Stat al Statelor Unite între 1833 și 1834.